# St. Blasius (Raitenbuch)

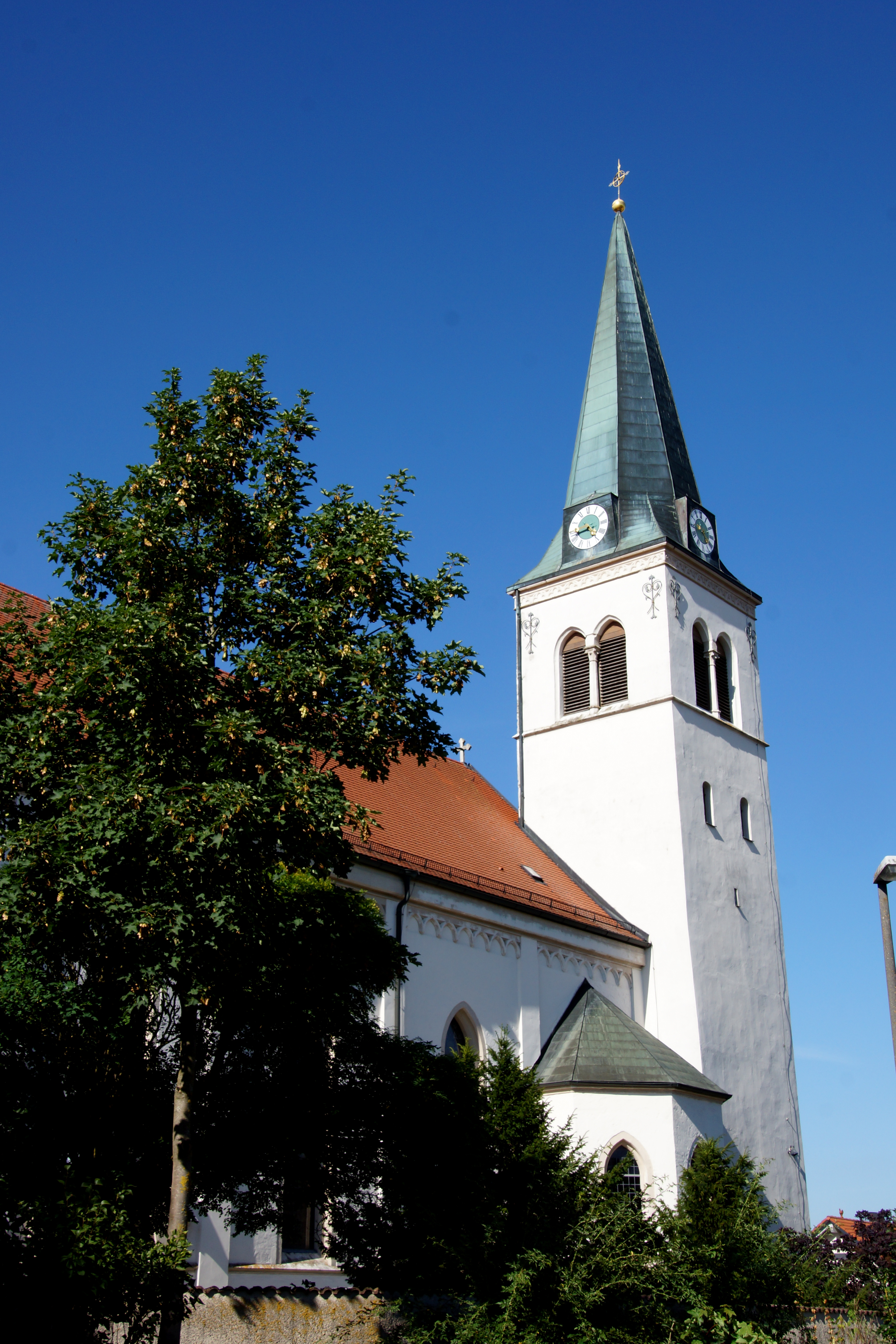
Die Kirche

Die katholische Pfarrkirche St. Blasius in Raitenbuch im mittelfränkischen Landkreis Weißenburg-Gunzenhausen, Nennslinger Straße 3 ist die  Wallfahrtskirche zu Unserer Lieben Frau von Raitenbuch. Wertvollstes Objekt der neugotischen Kirche ist die Raitenbucher Madonna.
Die Vorgängerkirche, von der die unteren Geschosse des Kirchturmes stammen, entstand im 10. oder 12. Jahrhundert. 1811 wurden mehrere wertvolle Statuen aus Nennslingen ersteigert, welche die Kirche zu einer Wallfahrtskirche machten. Das Langhaus wurde am Ende des 19. Jahrhunderts abgerissen und durch einen neugotischen Neubau von Friedrich Niedermayer ersetzt. Die oberen, barocken Geschosse des Kirchturms mit Spitzhelm wurden von 1889 bis 1897 aufgesetzt. Die Kirchweihe erfolgte am 11. September 1897.
Die Saalkirche ist bekannt für ihre spätgotischen Figuren der Zwölf Apostel, einen Weltenchristus, die Heiligen Willibald und Joachim sowie die Marienfigur Raitenbucher Madonna, die alle um 1470/1480 geschaffen wurden. Ferner befinden sich eine Figur des heiligen Blasius aus dem 18. Jahrhundert und eine des Erasmus von Antiochia aus dem Jahre 1520 in der Kirche. Neben drei neugotischen Altären, neugotischen Spitzbögen, Kleeblattbögen, einem auf Putz gemalten Kreuzweg sowie den Vierzehn Nothelfern befinden sich in der Kirche gemalte Glasfenster aus dem Jahr 1891. Die Orgel wurde 1892 von Joseph Franz Bittner erbaut und ist noch im Originalzustand erhalten.
Auf dem Gelände der Kirche und ihrer näheren Umgebung befinden sich mehrere Grabsteine aus dem 16. bis 19. Jahrhundert, darunter die Grabsteine der Schenken von Geyern.